# Teiichi Matsumaru
Teiichi Matsumaru (jap. 松丸 貞一, Matsumaru Teiichi; * 28. Februar 1909 in Tokio; † 6. Januar 1997) war ein japanischer Fußballspieler.

## Nationalmannschaft
1934 debütierte Matsumaru für die japanische Fußballnationalmannschaft. Matsumaru bestritt drei Länderspiele. Mit der japanischen Nationalmannschaft qualifizierte er sich für die Far Eastern Championship Games 1934.

## Errungene Titel
- Kaiserpokal: 1936, 1939